# Гавинье, Пьер
Пьер Гавинье (фр. Pierre Gaviniès; 11 мая 1728, Бордо — 8 сентября 1800, Париж) — французский скрипач, композитор и музыкальный педагог.
Сын скрипичного мастера, получил начальное музыкальное образование у своего отца. Уже в 1741 году он дебютировал в парижских «духовных концертах», исполнив дуэт  Жана-Мари Леклера, у которого, возможно, успел до этого поучиться.
В 1762—1764 годах он занимал пост концертмейстера в «Парижских духовных концертах», а в 1773—1777 годах был, наряду с Франсуа Госсеком и своим учеником Симоном Ле Дюком, одним из их дирижёров  и руководителей.
С молодых лет Гавинье был высоко оценен современниками. Жан-Жак Руссо причислил его к лучшим скрипачам Франции. Джованни Баттиста Виотти, услышав его игру, назвал его «французским Тартини».
Представлял «чувствительный стиль» во французском скрипичном искусстве XVIII века.
Первым использовал жанр романса в скрипичной музыке.
Поздние произведения Гавинье испытали на себе влияние мангеймской школы и итальянской оперы-буффа.
После создания Парижской консерватории, в 1795 году Гавинье занял должность профессора по классу скрипки.
Среди учеников Гавинье — Луи Анри Пезибль, Антуан Лоран Бодрон, Н. Капрон, С. Ледюк, М. -А. Генен, И. Бертом Эмбо, Ж. Лемьер, Ж. Вердигье, А. Робино, Де Блуа, П. Вашон.

## Сочинения
- Опера «Претендент» (фр. Le prétendu, 1760), театр «Комеди Итальенн», Париж[2];
- для скрипки — 6 концертов с оркестром ор. 4 (1764), сонаты с басом ор. l (1760) и ор. 3 (1764)[2], для скрипки- 24 этюда (каприса) «Vingt-quatre Matinées, études caprices pour le violon» (1794);
- для двух скрипок — 6 сонат ор. 5 [б. г.]; для скрипки и виолончели — 3 сонаты (издано посмертно);[2]
- собрание арий для 2 скрипок и альта или виолончели ор. 2 (Recueil d’Airs а trois darties, сочинено около 1763)[2].